# ملیندا سوردا
ملیندا سوُردا (مجاری: Szvorda Melinda؛ زادهٔ ۵ اوت ۱۹۸۰) بازیکن فوتبال اهل مجارستان است.
از باشگاه‌هایی که در آن بازی کرده‌است می‌توان به باشگاه فوتبال زنان وولفسبورگ و باشگاه فوتبال دیوری ای‌تی‌او اشاره کرد.
وی همچنین در تیم ملی فوتبال زنان مجارستان بازی کرده‌است.